# Toonami (Ázsia)
A Toonami Ázsia (angolul: Toonami Asia) egy rajzfilmadó, amely 2012. december 1-jén indult a Boomerang Ázsia helyén. Elérhető Indonéziában, Hongkongban, a Fülöp-szigeteken, Szingapúrban, Thaiföldön és Tajvanban a nap 24 órájában.

## Műsorok
A Toonami csak akció-rajzfilmsorozatokat sugároz, köztük animéket és a Cartoon Network eredeti sorozatait.